# Fabian Norsten
Fabian Olle Rickard Norsten, född 11 juli 2000 i Tyresö, är en svensk handbollsmålvakt. Han spelar sedan 2023 för danska topplaget Aalborg Håndbold.

## Klubbkarriär
Norsten har Tyresö Handboll som moderklubb. Han spelade för Hammarby IF innan han 2019 gick till IFK Skövde. 2022 värvades han av tyska VfL Gummersbach på ett ettårigt kontrakt. Från sommaren 2023 spelar han för Aalborg Håndbold. Han var med och blev Dansk mästare 2024, och samma säsong tog de silver i EHF Champions League.

## Landslagskarriär
Fabian Norsten var med och tog guld i U18-EM 2018, och kom med i All-Star Team.
Vid EM 2022 blixtinkallades han efter coronasmitta i truppen, men blev aldrig inskriven i matchtruppen. Han gjorde debut i A-landslaget 17 mars 2022 i landskamp mot Polen.